# Dordtsche Kil
Il Dordtsche Kil è un breve fiume facente parte del delta del Reno, della Mosa e della Schelda che scorre nella provincia dell'Olanda Settentrionale nei Paesi Bassi. Il fiume collega l'Oude Maas e l'Hollandsch Diep e la sua corrente è definita dalle maree così che le acque possono scorrere tanto in un senso che nell'altro.
Il fiume è uno dei principali collegamenti fluviali navigabili tra il Reno e la Mosa.